# Leo McFall
Leo MacFall (* 1981 in London) ist ein britischer Dirigent.

## Biographie
McFall spielte schon in der Kindheit Klavier und Bratsche. Nach einem Musikstudium an der Universität Oxford studierte er Dirigieren an der Sibelius-Akademie in Helsinki bei Leif Segerstam und an der Hochschule der Künste in Zürich bei Professor Johannes Schlaefli. Während seines Aufenthaltes in Finnland gründete er sein eigenes Ensemble und führte weiter das Sibelius Academy Symphony Orchestra. Mcfall war von 2005 bis 2012 Assistent des niederländischen Dirigenten Bernard Haitink, mit dem er unter anderem bei den Wiener Philharmonikern, dem European Union Youth Orchestra und dem Chicago Symphony Orchestra gastierte. Seit 2009 erhält er eine Förderung durch das Dirigentenforum. Er wirkte auch intensiv beim Glyndebourne Festival mit.
Ab der Spielzeit 2012/13 war Leo McFall 1. Kapellmeister und Stellvertreter des Generalmusikdirektors Philippe Bach an der Meininger Hofkapelle, die dem Südthüringischen Staatstheater in Meiningen angegliedert ist. Seit 2013 ist er zusätzlich Assistenzdirigent des Gustav Mahler Jugendorchesters in Wien. 2015 beendete er seinen Vertrag bei der Meininger Hofkapelle, wo er zuletzt die musikalische Leitung von Verdis La traviata innehatte. McFall ist seitdem als freischaffender Dirigent tätig.
Seit der Saison 2020/21 ist Leo McFall Chefdirigent des Symphonieorchesters Vorarlberg mit Konzerten auch bei den Bregenzer Festspielen.
Ab der Spielzeit 2024/25 ist Leo McFall Generalmusikdirektor des Hessischen Staatstheaters Wiesbaden.
2015 gewann Leo McFall den Deutschen Dirigentenpreis, der vom Deutschen Musikrat vergeben wird.